# Half-Life: Opposing Force
Half-Life: Opposing Force (dt.: entgegengesetzte Kraft oder Oppositionskräfte) ist die erste Erweiterung für den Ego-Shooter Half-Life (1998). Das Spiel wurde von Gearbox Software und Valve entwickelt und 1999 von Sierra On-Line herausgegeben.

## Handlung
Das Spiel setzt nicht die Handlung fort, sondern sie verläuft parallel zu den Ereignissen von Half-Life. Während Gordon Freeman durch Black Mesa eilt, wird Corporal Adrian Shephard mit einem Team dorthin geschickt, um den Wissenschaftler auszuschalten. Die Transportmaschine wird jedoch beschossen und stürzt ab. Shephard muss sich alleine durch Black Mesa schlagen, wobei ihn nicht nur außerirdische Wesen aufhalten, sondern auch die Black Ops. Diese wurden geschickt, um nicht nur die Vorgänge in Black Mesa zu vertuschen, sondern auch die Marines auszuschalten, die daran beteiligt waren. Im Endkampf tötet Shephard dann ein riesiges Insektenalien und findet sich an Bord eines Helikopters dem G-Man gegenüber. Dieser erklärt, dass die Regierung weiterhin den Tod von Shephard befohlen hatte, vom G-Man dann aber umgestimmt wurde. Letztendlich wird Shephard inhaftiert, was, wie der G-Man betont, „im Vergleich zu den anderen sich bietenden Möglichkeiten eine Lösung ist, über die man sich nicht beklagen solle“.

## Neuerungen

### Spiel
Das Spiel beinhaltet neue taktische Möglichkeiten: So ist es jetzt möglich, an Seilen hochzuklettern oder sich von einem Seil zum nächsten zu schwingen. Zudem ist häufig die Zusammenarbeit mit anderen Soldaten notwendig, um z. B. einen gemeinsamen Angriff zu starten oder sich von einem Pionier eine verschlossene Tür aufschweißen zu lassen. Häufig findet man auch Sanitäter, die neben Unterstützung mit der Pistole auch Heilung von Wunden bieten.
Opposing Force enthält neue Arten von außerirdischen Gegnern. Anders als bei Half-Life selbst, wurden die menschlichen Gegner in der deutschen Version diesmal nicht durch Roboter ersetzt. Die ungeschnittene Version wurde nicht durch BPjM indiziert.

### Waffen
Hinzu kommt eine Vielzahl neuer Waffen: Anstatt der Brechstange hat man nun ein Messer sowie eine Rohrzange zur Verfügung, der Revolver weicht einer Desert Eagle mit Laservisier zum besseren Zielen. Völlig neu bei den militärischen Waffen sind hierbei das Scharfschützengewehr sowie ein Schweres Maschinengewehr.
Ebenso gibt es nun eine Waffe, die Portalkugeln erzeugen kann, die man – ähnlich wie der Nihilanth dies am Ende von Half-Life anwendete – auf den Gegner schleudern kann, sodass dieser nach Xen befördert wird. Alternativ kann man sich auch selbst dorthin schicken, wo man nach Aufsammeln einiger Ausrüstungsgegenstände durch ein Portal wieder zurück an den Ausgangsort gelangt, jedoch kostet dies über die Hälfte der Energie der Waffe. Die Waffe eignet sich vor allem, um größere Gegner, wie z. B. die Ichthyosaurier, auszuschalten.
Im Spiel kommen zudem auch drei neue Alienwaffen vor. Bei einer davon handelt es sich um ein lebendes Wesen, das man mit Früchten füttern muss, damit es Säure abfeuern kann. Mit einem Barnacle, das ansonsten lauernd an der Decke hängt, kann man sich an organischem Material festkleben und heranziehen. Ähnlich der Hivehand aus Half-Life findet sich auch hier wieder eine Alienwaffe, die sich von selbst auflädt und diesmal mit Blitzen schießt.

## Soundtrack
Der Soundtrack zum Spiel stammt von Chris Jensen und wurde später bei der US-Version von Half-Life: Blue Shift wiederverwendet, wo es zusammen mit Opposing Force in einem Pack neu veröffentlicht wurde.
| 1. Scientific Proof - 00:15 2. Orbit - 00:46 3. Name - 01:50 4. Listen - 00:15 5. Fright - 01:02 6. Storm - 01:36 7. Trample - 01:16 8. Bust - 01:47 9. The Beginning - 02:03 10. Lost in Thought - 01:19 | 1. Danger Rises - 01:11 2. Soothing Antagonist - 01:25 3. Run - 00:51 4. Open the Valve - 01:22 5. Tunnel - 01:24 6. Chamber - 01:32 7. Maze - 00:57 8. Alien Forces - 01:14 9. Planet - 01:30 |

## Rezeption
Die neuen Rassen Außerirdischer und der Mehrspielermodus seien gut gelungen. Die KI der Kameraden zeige teils Schwächen. Rätsel, Atmosphäre und Hintergrundgeschichte seien jedoch so einmalig. Die Kampagne sei hingegen recht kurz. Die deutsche Synchronisation sei gelungen, das Leveldesign abwechslungsreich und die Systemanforderungen angenehm niedrig. Die neuen Waffentypen ergänzen sich ebenso gut wie die neuen Gegnertypen.

### Auszeichnungen
- GameStar: Beste Zusatz-CD[7]